# جنگ بی‌پایان
جنگ بی‌پایان یا جنگ همیشگی (به انگلیسی: Perpetual war) به دوره‌ای از جنگ گفته می‌شود که هیچ‌گونه شرایطی برای رسیدن به یک نتیجه در آن دیده نمی‌شود. این جنگها تنش مداومی هستند که ممکن است در هر لحظه تشدید شوند، همانند جنگ سرد. از اواخر قرن بیستم، این مفاهیم برای نقد مداخلات نیروهای مسلح ایالات متحده در کشورهای خارجی و مجتمع نظامی-صنعتی یا جنگ با دشمنان مبهم مانند جنگ علیه تروریسم، جنگ علیه مواد مخدر یا جنگ علیه فقر استفاده می‌شود.